# Jesse H. Metcalf
Jesse H. Metcalf (Providence, 1860. november 16. – Providence, 1942. október 9.) az Amerikai Egyesült Államok szenátora (Rhode Island, 1924–1937).